# Pescate
Pescate (Pescàa in dialetto lecchese) è un comune italiano di 2 150 abitanti della provincia di Lecco in Lombardia.

## Geografia fisica
Pescate è situato sulla riva destra del lago di Garlate, alle pendici del monte Barro. La sua singolare posizione è favorevolissima ed ha beneficiato per tutto il corso della sua storia sia del benefico apporto delle sorgenti montane che del lago. Oggi il suo territorio è per la maggior parte suddiviso tra il Parco Adda Nord e il Parco Monte Barro, due importanti riserve naturali della Lombardia. Il paese è attraversato dalla ex strada statale 36 ora declassata a provinciale.

## Origini del nome
Il toponimo sarebbe un riferimento alla pesca, attività economica che per lunghi secoli impiegò la maggioranza degli abitanti. Il nome delle frazioni Torrette è invece legato alla presenza di una fornace.

## Storia

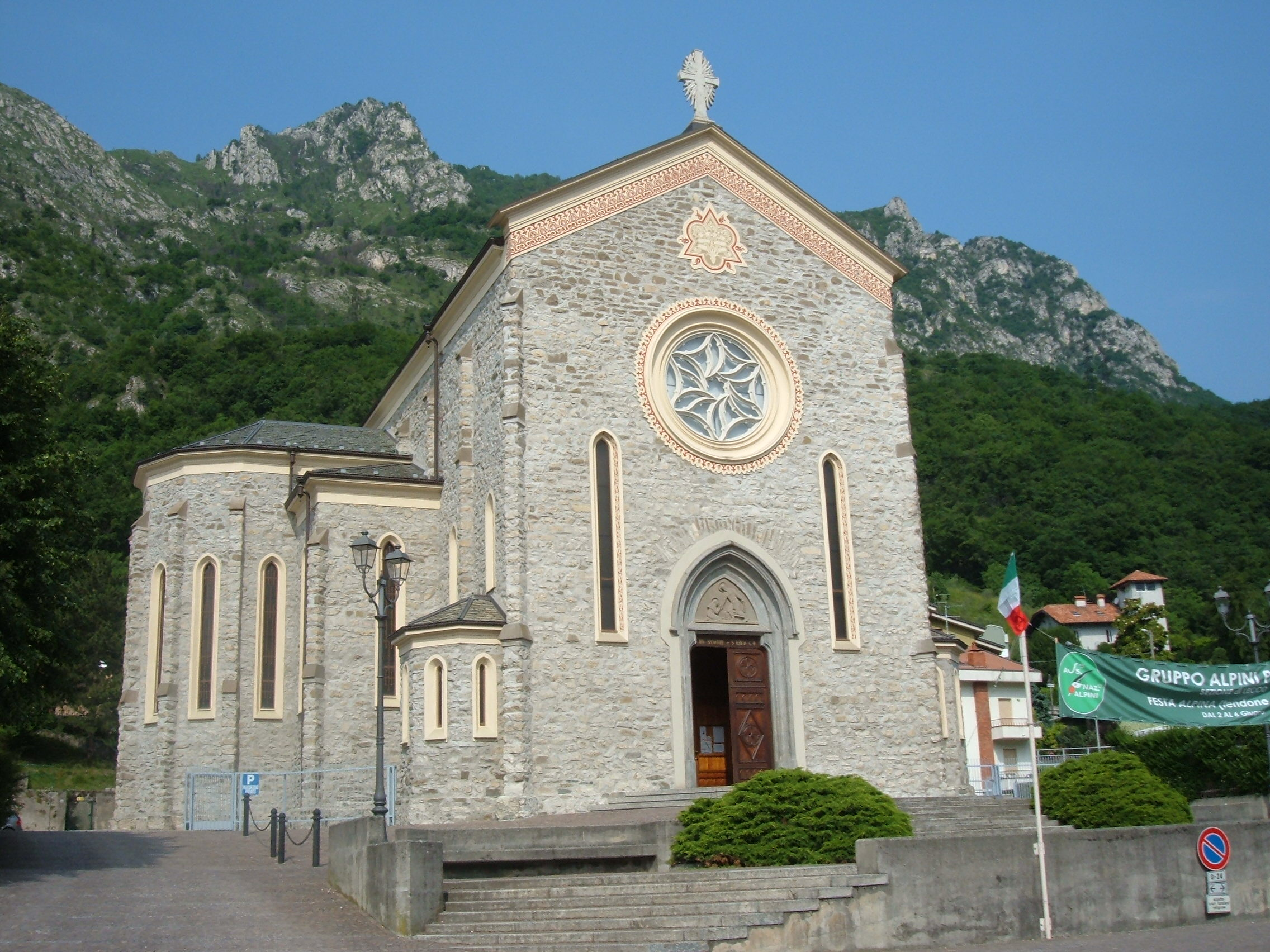
La chiesa parrocchiale

La storia di Pescate è antichissima, nonostante l'urbanizzazione sia recente numerosi ritrovamenti testimoniano il radicamento di una comunità stanziale sin dall'età della pietra, mentre reperti di età romana (anfore cinerarie del II secolo e utensili di bronzo) dimostrano l'interesse continuo per la zona. Da Pescate, in epoca romana, passava la via Spluga, strada romana che metteva in comunicazione Milano con Lindau passando dal passo dello Spluga.
Per tutto l'arco del medioevo e dell'età contemporanea, Pescate mantenne una notevole importanza strategica, data la sua posizione, a testimonianza del fatto la tradizione racconta che l'imperatore del Sacro Romano Impero Federico Barbarossa soggiornò in una delle case della frazione Pescalina nel 1158 in una delle sue numerose discese in Italia.
Durante il periodo fascista, Pescate venne unito al comune di Garlate e ne fece parte fino al 1953 anno in cui venne ricostituito il comune di Pescate.

### Simboli
(D.P.R. del 17 ottobre 1995)
Lo stemma del comune, oltre a rappresentare il monte e il lago, ricorda nella mitria il periodo in cui Pescate fu sotto il monastero di Sant'Ambrogio di Milano (dall'835) e, nel trofeo d'armi, le numerose battaglie si succedettero sul territorio comunale.
Il gonfalone è un drappo partito di bianco e d'azzurro.

## Monumenti e luoghi d'interesse

### Architetture religiose
- Chiesa di San Salvatore e Santa Teresa di Gesù Bambino, costruita tra il 1922 e il 1928[6].
- Chiesa di Sant'Agata, già attestata nel XIII secolo[7], costruita sul luogo dove probabilmente si trovava già un altro edificio per il culto[5].
- Oratorio di San Giuseppe, già attestato nel Seicento[8].
- Cappella dedicata alle vittime del lago, già esistente nel 1909[9].

### Architetture civili
- Complesso di villa Longhi e villa Cariboni[10]

## Società

### Evoluzione demografica
- 167 nel 1751
- 249 nel 1803
- annessione ad Olginate nel 1809
- annessione a Lecco nel 1812
- 345 nel 1853
- annessione a Garlate nel 1928
- 1 077 nel 1961

Abitanti censiti

### Etnie e minoranze straniere
Al 1º gennaio 2018 gli stranieri residenti a Pescate con regolare permesso di soggiorno erano 165, pari a circa il 7,4% della popolazione. Le due nazionalità più rappresentate al 1º gennaio 2018 erano:
1. Kosovo, 40
2. Senegal, 22